# Mosnac (Charente)
Mosnac korábbi község Franciaországban, Charente megyében. Lakosainak száma 449 fő (2018. január 1.). Mosnac Champmillon, Châteauneuf-sur-Charente, Roullet-Saint-Estèphe, Saint-Simeux és Sireuil községekkel határos.
2021. január 1-jén Saint-Simeux korábbi községgel egyesült és az így létrejött Mosnac-Saint-Simeux új község része lett.

## Népesség
A település népessége az elmúlt években az alábbi módon változott:
| Lakosok száma | 460  | 464  | 462  | 451  | 449  |
|               | 2013 | 2015 | 2016 | 2017 | 2018 |